# Jurisprudence
La jurisprudence est l'ensemble des décisions de justice relatives à une question juridique donnée et qui constitue une source de droit. Il s'agit donc de décisions précédemment rendues, qui illustrent la manière dont un problème juridique a été résolu[réf. souhaitée]. La jurisprudence est constituée d'abord des décisions rendues par les hautes cours nationales, mais aussi, avec un poids moindre, de celles rendues par des cours. Avec la loi, la coutume et la doctrine, elle fait partie des sources formelles du droit.
On peut aussi bien utiliser le terme « jurisprudence » pour désigner l'ensemble des décisions rendues par les juges, ou bien une jurisprudence en particulier, c'est-à-dire une décision qu'un juge a prise relativement à une question de droit donnée.
L'importance accordée à la jurisprudence varie selon les systèmes juridiques. Dans la tradition juridique anglo-saxonne de la common law, la jurisprudence est une source importante du droit, et elle lie les juges dans l'avenir (voir la règle du précédent). Dans les pays de droit romain (traditions romano-civilistes), l'importance de respecter la jurisprudence est nettement moindre[réf. nécessaire].
Dans un sens ancien, la jurisprudence était la science du droit. Cette signification est toujours utilisée en anglais, où le terme jurisprudence se réfère à la philosophie du droit (comme la jurisprudence des principes et la jurisprudence des concepts).

## Rôle et sens

### Pays decommon law
Dans les pays de common law, la jurisprudence (en lien avec le droit prétorien, droit issu des procès, des jugements) joue un rôle particulièrement important car les arrêts des cours d'appel lient les tribunaux inférieurs jugeant d'autres affaires, et ces mêmes cours d'appel sont liées par leurs propres jugements. Cette règle provient de la locution latine stare decisi (« rester sur la décision »).

### Droits de tradition civiliste
En revanche, les pays de tradition romano-civiliste sont très réticents à accorder de l'importance à la jurisprudence. Cette différence vient de la volonté de ces systèmes juridiques de ne pas permettre aux tribunaux de créer le droit, mais de laisser cette fonction au législateur.

#### Droit français
Le Code civil français interdit dans son article 5 les arrêts de règlement en disposant : « Il est défendu aux juges de prononcer par voie de disposition générale et réglementaire sur les causes qui leur sont soumises ». La décision d'un juge ne peut donc régler à l'avenir le sort d'une question de droit et ne s'applique en principe qu'à l'affaire jugée. Mais c'est malgré tout le rôle des juridictions suprêmes d'uniformiser la jurisprudence afin d'éviter la disparité des jugements et des arrêts des juridictions inférieures dans une matière donnée.
Ainsi, en France, la solution adoptée par la Cour de cassation dans une affaire ne contraint pas les cours d'appel et les tribunaux à statuer d'une manière identique dans des affaires similaires. Toutefois, il demeure que les arrêts de la Cour de cassation, et particulièrement ceux qui font l'objet d'une publication au Bulletin des Arrêts, marquent une tendance qui est généralement suivie par les juridictions de fond pour éviter la multiplication des recours et notamment des pourvois en cassation.

#### Droit québécois
En droit civil québécois, la jurisprudence des tribunaux d'appel et de la Cour suprême a une forte valeur persuasive, mais elle n'est pas absolument contraignante. En principe, il n'y a pas de stare decisis en droit privé québécois ; néanmoins, les tribunaux d'appel tendent à accepter les déclarations d'appel de décisions qui ne respectent pas leurs jugements.
En revanche, en droit public québécois, le stare decisis trouve application au même titre que dans les provinces canadiennes de common law, ce qui signifie que les règles jurisprudentielles issues des arrêts antérieurs doivent obligatoirement être appliquées.

#### Droit suisse
En droit suisse, une importante source de jurisprudence est constituée par les arrêts du Tribunal fédéral. Les jugements des tribunaux de niveau inférieur (comme les tribunaux cantonaux) ou supérieur (comme la Cour européenne des droits de l'homme) jouent aussi un rôle.
Parfois, le Tribunal fédéral peut effectuer un « revirement de jurisprudence » en rendant une décision allant à l'encontre de celles rendues jusqu'alors, :

« Un changement de jurisprudence peut se justifier notamment lorsqu'il apparaît que les circonstances ou les conceptions juridiques ont évolué ou qu'une autre pratique respecterait mieux la volonté du législateur. Les motifs du changement doivent être objectifs et d'autant plus sérieux que la jurisprudence est ancienne afin de ne pas porter atteinte sans raison à la sécurité du droit. »